# Hanita
Hanita es una variedad cultivar de ciruelo (Prunus domestica), de las denominadas ciruelas europeas. Una variedad de ciruela criada en 1981 por Walter Hartmann en la Universidad de Hohenheim Stuttgart Alemania, mediante el cruce de las variedades 'president y auerbacher', y se comercializó en 1999. Las frutas tienen una pulpa color amarillo a amarillo dorado, firme y muy jugosa con un sabor bastante dulce.

## Historia
Hanita variedad de ciruela obtenida por el cruce de las variedades president como Parental-Madre x fecundada por el polen de la variedad 'Auerbacher' como Parental-Padre, en 1992 por Walter Hartmann en la Universidad de Hohenheim, situada en Stuttgart, Alemania. Se comercializó en 1999 como marca registrada Variedad club.

## Características
Árbol de crecimiento fuerte al principio, se debilita con el inicio de la fructificación, floración media-temprana, resistente a las heladas tardías de primavera, variedad autopolinizada, presenta rendimientos regulares y altos. Flor blanca, que tiene un tiempo de floración que comienza a partir del 15 de abril con el 10% de floración, para el 19 de abril tiene una floración completa (80%), y para el 1 de mayo tiene un 90% de caída de pétalos.
Tiene una talla de tamaño mediano de forma ovalada ligeramente asimétrica, con peso promedio de 33-42 g, y 35-38 mm de diámetro; epidermis tiene una piel azul brillante recubierta de abundante pruina, fina, violácea; sutura con línea poco visible, de color algo más oscuro que el fruto. Situada en una depresión muy suave, algo más acentuada junto a cavidad peduncular; pedúnculo de longitud mediano, fuerte, leñoso, con escudete muy marcado, muy pubescente, con la cavidad del pedúnculo estrecha, poco profunda, rebajada en la sutura y más levemente en el lado opuesto; pulpa de color amarillo a amarillo dorado cuando está completamente maduro, la fruta es de sabor armonioso, con un contenido de azúcar medio alto.
Hueso de fácil deshuesado, grande, alargado, muy asimétrico, con el surco dorsal muy ancho y profundo, los laterales más superficiales, zona ventral poco sobresaliente, superficie rugosa.
Su tiempo de recogida de cosecha se inicia justo antes que la variedad 'Ortenauer', y puede permanecer en el árbol durante mucho tiempo. Madurada en el árbol, sabe muy bien.

## Usos
Se usa comúnmente como postre fresco de mesa buena ciruela de postre de fines de verano.

## Cultivo
Variedad cultivada principalmente en Alemania, Polonia, y República Checa.

## Características y precauciones
Tolerante a la sarna del ciruelo.